# منظمة الجليل الأعلى
منظمة الجليل الأعلى نشأت أواخر عام 1967 بين صفوف اللاجئين الفلسطينيين في سوريا بقيادة المدرس الفلسطيني داود أبو الشكر وانضم فيما بعد لمنظمة الصاعقة أثناء انعقاد مؤتمر للفصائل الفلسطينية في القاهرة في 1968/1/18.